# 夏目ナナ
夏目 ナナ（なつめ なな、1980年1月23日 - ）は、日本のタレント、女優で、元アダルトモデル、元AV女優。

## 来歴
大阪府出身。
2002年には、バウハウス専属アイドルとして活動しており、8月にヘアヌード写真集『727「ナツナナ」』を発表していた。また、『夏目ナナ写真集「777」』と題した電子書籍によるヌード写真集も発表した。当時のプロフィールは、生年月日が1982年1月23日、身長が162cm、スリーサイズはB92（F）・W58・H86だった。
2004年、「現役TVレポーター」という肩書でAVデビュー。また、AVデビューに先駆けて1月6日発売の『FLASH』でヌードグラビアデビュー。以来、SODクリエイトの専属AV女優として活動する傍ら、タレント・俳優としてもテレビやラジオなどに出演。
2004年は「第14回東京スポーツ映画大賞」（第5回ビートたけしのエンターテインメント賞）の主演AV女優賞、2005年12月は「SOD大賞」をそれぞれ受賞。
2006年、『アンアン』5月31日号の付録『エッチDVD for Girls ラブ・エクスタシー』に出演した。このDVDは女性向けファッション誌には珍しい付録として話題になった。通常のAVに比べて性表現が極めてソフトで、登場人物が恋愛関係にある設定が強調されている。同年8月2日には歌手として、『赤道小町ドキッ』のカバーシングルをリリースした。
2007年8月、6日発売の週刊大衆・FLASH（8月21・28日号）・東京スポーツ・20日発売の週刊プレイボーイ（9月3日号）などで、同年10月末をもってAV女優を引退することを発表。同時期にそれまで1982年生まれとしていたのを、実際は1980年生まれであるということも公表した。
AV引退後、女優・タレントとして活動する一方、2007年10月には大阪市中央区東心斎橋に自身プロデュースによる店舗「ヒーリングサロンTORICO虜」をオープン。また中目黒にバー「BE my BABY」をオープン。初期は接客もしていたが2022年時点ではオーナーとして裏方に徹している。

## エピソード
プライベートにおいてはポリネシアン・セックス実践者で1回のセックスに4〜5時間（抱擁1時間、キス1時間、愛撫1時間、本番1時間（挿入の時間自体は長くないという））はかける。
仕事の撮影するときには、必ずすべてのスタッフに声をかけ挨拶をする事で知られている。AV記者いわく「ADにまで挨拶をするのは夏目ナナぐらいなもの」といわれたことがある。

### AV女優時代
森下くるみ以降長らく低迷していたソフト・オン・デマンド専属女優のなかで、2004年に現れた人気女優である。その売上は累計100万本以上といわれ、AV史に金字塔を打ち立てたと評されたこともある。
『Neo Happy系教育テレビ』（テレビ大阪）の前半のMCを務めた。
ほぼすべての出演AVでイッているという。
最初AVに出演していることを親に隠していたが、ある日、母親から「あんた夏目ナナっていうの?ビデオ屋に行ったらあんたとよく似てる子が写ったポスターが貼ってあって、もしかしてあんたじゃないかと思って」と電話がかかってきたという。夏目はこれ以上は隠しきれないと思い、AVに出演していることを認めると、母親は「頑張りや」とだけ言い電話を切ったという。
AVの仕事をするまでオナニーをしたことがなかったが、やり方を教えてもらってからはまり、大人のおもちゃをダース買いしてしまったという。

### 趣味・嗜好
自身のブログで常々プロレスファンであることを公言しており、2006年12月23日に後楽園ホールで行われた新日本プロレスのWRESTLE LANDにてサンタがモチーフのスリップドレス姿でバルコニーに登場した。そして、新日本プロレスが「中西学現場監督が用意したクリスマスプレゼント」のストーリーで登場することになった。プロレスファンも好意的に受け入れたようで、ブログにて「やっぱり プロレス好きに 悪い人はおれへん!今日確信しました。プロレス最高や!!!」と泉州弁で語っている。
そのプロレス好きが元となり、武藤敬司がMCを務める『武藤敬司☆SHOW』（FIGHTING TV SAMURAI 12月16日放送分）に出演した際、「プロレスの興行をプロデュースしてみたい」という夢を語った。それに武藤が共感し、夏目ナナプロデュースによる全日本プロレスとプレイボーイチャンネルのコラボレーション興行「PLAYBOY CHANNEL NIGHT 2008」（2008年 2月15日 新宿FACE）を開催した。また、元SAMURAI TVプロデューサーで後にREINA女子プロレス社長も務めた小林立志がソフト・オン・デマンド時代にマネジメントを担当していた。

## 出演

### テレビ番組
バラエティ
- 給与明細 （テレビ東京）※AVデビュー前の"TVレポーター"役
- Peach-Pit 桃のたね（MONDO TV）
- ガールズファイル（サンテレビ）
- テリー伊藤のアイドル有機栽培（2004年10月 - 2005年5月）
- 登龍門F（2005年1月1日、フジテレビ）
- アイドル有機塾（2005年4月 - ？、BS朝日）
- 夏目ナナの夜も楽しく（2006年、テレビ東京）
- Neo Happy系教育テレビ（テレビ大阪）
- こちら!カタムキテレビ制作会社（GyaO）
- あいなり（GyaOジョッキー）
- DIVA（テレビ東京）
- やりにげコージー（テレビ東京）
- なぎら健壱・夏目ナナの文学を感じるお忍び二人旅（2007年3月25日、テレビ東京）
- 淀川★キャデラック（テレビ大阪）
- ダウンタウンのガキの使いやあらへんで!! 遠藤の嫁 千秋がいなくなった!? 大捜索スペシャル!!（2007年6月3日、日本テレビ）
- Sアリーナ（水曜日）（サムライTV）
- A.A.A.の男（2007年、GyaO）
- サンデージャポン（2007年11月11日、TBS）
- くちコミ☆ジョニー!（2007年12月 - ？、日本テレビ）- 木曜日レギュラー
- むちゃぶり!（2007年9月30日・2008年8月27日、TBS）
- ドォーモ（KBC）
- Like a wind（サンテレビ）
- テリー伊藤伝説!〜還暦を祝ってテリー伊藤の生前葬〜（2010年9月30日、TBS）
- アリなし〜アリケン★ゴールデンスタジアム〜（2011年4月16日、テレビ東京）
- ヨソで言わんとい亭〜ココだけの話が聞ける（秘）料亭〜（2015年10月29日、テレビ東京）
- じっくり聞いタロウ〜スター近況（秘）報告〜 (2018年3月23日、テレビ東京）

### インターネットテレビ
- コイカツ 恋愛ノウハウトークライブ（2009年12月18日、マシェリバラエティ マシェバラ）

### テレビドラマ
- ああ探偵事務所（2007年）
- コスプレ幽霊 紅蓮女（2008年） - 尾崎留美 役
- 怨み屋本舗REBOOT（2009年） - 水科マキ 役
- トーキョー・ミッドナイト・ラン（2016年）

### 映画
- ゾンビ・ストリッパーズ （2008年）-  キャット〈ジェナ・ジェイムソン〉役　※ 声の出演（日本語吹き替え）
- 鎧 サムライゾンビ（2009年）
- KING GAME（2010年） - ヨシツネ 役
- リップヴァンウィンクルの花嫁（2016年） - 恒吉冴子 役

### Vシネマ
- ○暴 組織犯罪対策部捜査四課2 - 5（2005年） - レイコ(助手) 役
- 強制奪還 BACK FIRE（2007年）
- 修羅の妻(おんな)たち 鉄砲玉の女（2008年） - ナース(コスプレ) 役

### 出演CM
- ジャムフレンド（パチンコ・パチスロ、青森・岩手）
- 遊楽聴（ビデオ・DVD・BOOK、静岡）
- ソフト・オン・デマンド
- ゆーとぴあ（ビデオ・DVD・BOOK、広島）
- STOP!STD（STOP!STDを考える会）

### ラジオ
- ゴチャ・まぜっ!金スペ（2008年10月10日 - 2009年4月3日、MBSラジオ）
- Dr.コパの黄金の扉（2008年4月 - 10月、KBCラジオ）
- 下町おやじ診療所（2008年4月 - ?、文化放送）
- SOFT ON DEMMAND Presents 夏目ナナ Garnet Energy（2005年4月 - 2006年3月、FM NACK5）
- 夏目ナナのレインボーナイト（2007年11月 - ？、ラジオ沖縄）
- 夏目ナナのキラキラ☆moonbow（2007年10月 - 2008年3月、FM千里）
- 夏目ナナの77ナイト（2008年12月 - ?、第2、第4木曜、エフエム熊本）
- ベロベロバー（2009年1月 - ?、木曜月1ゲスト、KBCラジオ）

### PV
- 般若『ちょっとまって』（2004年）
- 桑田佳祐『ダーリン』（2007年）

### ゲームソフト
- 龍が如く2（2006年）- 伝説のホステス「ナナ」役で声優として出演（ゲーム中の外見も本人がモデル）
- みてはいけない（2008年）- 本人役（除霊対象の写真として登場）。宣伝のイメージキャラクターにも起用されている[15]。

### 携帯サイト
- アイドルがイッパイ（アイパイ）

## 映像作品

### イメージビデオ
- ナナ色の始まり（2004年2月19日、SODクリエイト）

### アダルトビデオ（総集編を除く）
※特記のない場合すべてSODクリエイトより発売。リストは、総集編を除く。
2004年
- 夏目ナナ Debut〜デビュー〜（1月8日）
- 誘惑ボディ〜ぴくぴくしちゃった!〜（2月5日）
- ナナに胸キュン!!（3月4日）
- 夏目ナナのTVじゃ見れない超エッチレポート（4月3日）
- 夏目ナナの超高級ソープ嬢（5月3日）
- 元祖デマンドの種 アダルトバラエティ決定版（5月3日）
- Pheromone[フェロモン]（6月4日）
- 「禁断の関係」（7月8日）
- 恥ずかしいけど…（8月5日）
- 淫乱病棟 ナース編 女医編（10月7日）
- 完全陵辱!欲情の夏目ナナ（11月4日）
- THE EROTIC PARTY〜悦楽の扉〜（12月4日）

2005年
- SODグループ10メーカーが2005年のテーマを撮りおろしました（1月1日）
- 最終性器! 夏目ナナ〜究極のエロス〜（1月6日）
- ストーカー〜狙われた夏目ナナ〜（2月4日）
- 夏目ナナとシテみませんか?〜ナナのイカせ方、イカされ方〜（3月4日）
- 彼氏の目の前で…（4月7日）
- 女教師童貞狩り（5月4日）
- 超高級ソープ嬢 秘技伝授 レズ★ソープ2（5月4日 オーディス）
- 誘惑のセールスレディ（6月4日）
- 痴漢地獄 夏目ナナ（7月7日）
- 「超」ヤリまくり!イキまくり!24時間!!夏目ナナ完全ゲリラSPECIAL!!（8月4日）
- 夏目ナナの超高級逆ソープパラダイス（9月8日）
- 夏目ナナの密室と接吻とSEX（10月6日）
- 夏目ナナ 精子浴びる。（11月4日）
- ストリッパー（12月4日）

2006年
- 美人音楽教師 涙の生中出し輪姦レイプ（1月4日）
- 過激露出×青姦（2月4日）
- 夏目ナナと行く!一泊二日ヤリまくり!イキまくり!湯けむり温泉バスツアー 美巨乳美人3人と朝から晩までバスの中・宴会場・大浴場・密室で超濃厚H三昧!（3月4日）
- Non Stop Sex（4月6日）
- ストリッパー[特別編集版]（4月6日）-
- 新・僕だけの女教師ペット（5月4日）
- 犯された若妻（6月8日）
- 顔は日本カラダは車中!!（7月20日）
- 痴女地獄（8月17日）
- 激イキ!激吹き!絶頂アクメ（9月21日）
- 夏目ナナ×デジタルモザイク 極上セックス（10月19日）
- Gカップ美人巨乳秘書 10発連続!野獣中出し（11月16日）
- 誘惑（12月7日）
- 陵辱 中出し病棟（12月7日）

2007年
- 夏目ナナのオナニーのお手伝いしてあげる（1月18日）
- 激!!極太3P×野獣8挿入（2月22日）
- 夏目ナナの中出し天国〜密会ルームサービス編〜（3月22日）
- 「超」イキまくり!ヤリまくり!絶頂24時間!!（4月19日）
- 夏目ナナ崩壊!!!!限界アクメ完全絶頂（6月21日）
- 調教完了。中出し陵辱病棟 牝奴隷ナース誕生編（7月19日）
- ド淫乱高級痴女（8月16日）
- 夏目ナナ 引退（10月4日）

## 書籍

### 写真集
- 727「ナツナナ」（2002年8月、バウハウス発行。撮影者：中村誠作）ISBN 4894619040[4]
- NaNa（2004年6月、双葉社）ISBN 4575296953
- KARAMI VOL.23 夏目ナナ（2004年9月10日、三和出版発行。カメラマン：今村敏彦）[16] ※大手書店の写真集売り上げNo.1にもなっている[17]。
- KARAMI Special 6 夏目ナナ（『KARAMI SP06 夏目ナナ』。2006年1月25日、三和出版発行）[18]

電子書籍
- 夏目ナナ写真集「777」（バウハウス発行。著者：横山こうじ）[5]
- 夏目ナナデジタル写真集Vol.1（グラフィス発行。著者：横山こうじ）
- 夏目ナナデジタル写真集Vol.2（グラフィス発行。著者：横山こうじ）
- 夏目ナナデジタル写真集Vol.3（グラフィス発行。著者：横山こうじ）
- 夏目ナナデジタル写真集Vol.4（グラフィス発行。著者：横山こうじ）
- 夏目ナナデジタル写真集Vol.5（グラフィス発行。著者：横山こうじ）

### 著書
- ラブ・セラピー セックスで心も体もキレイになる（2006年3月、イースト・プレス）ISBN 4872576195 ※Akemiとの共著。
- 夏目ナナのレインボーブック（2006年3月、メディアファクトリー）ISBN 4840114927

## その他

### CDシングル
- 赤道小町ドキッ（2006年8月2日、ロックチッパーレコード）

### ジャケットモデル
- CDシングル『サーフライダー』（2004年7月28日、BMG JAPAN）MCU feat.浜崎貴司発表のシングル。ジャケットモデルを担当[6]。

## 参考資料
- 『FLASH』NO.971 2007年8月21・28日号（2007年8月28日発行、光文社）
  - P53-57にかけて、『夏目ナナついに引退!!!』と題しカラーグラビアで引退特集を掲載（本人へのインタビューなど）。
- 『週刊プレイボーイ』2007年9月3日号（集英社）
  - 掲載カラーグラビア『BEST OF LAST ERECT-ISM』（インタビュー記事『夏目ナナ、ガチンコ激白60分』・グラビア内プロフィール）